# Sarcocystidae
Čeleď Sarcocystidae je skupinou vícehostitelských kokcidií, které tvoří asexuální stadia uvnitř mezihostitelů a pohlavně se rozmnožují jen po pozření hostitelem definitivním. Vysporulované oocysty těchto kokcidií obsahují dvě sporocysty, každou se čtyřmi sporozoity.

## Životní cyklus
Kokcidie jsou intracelulární parazité, prvoci, kteří pronikají dovnitř buněk hostitele, kde se rozmnožují. Buňka naplněná parazity časem praskne a uvolní stadia infekční pro další buňky v okolí.
Stejně jako u ostatních kokcidií se parazit přenáší na jiné hostitele pomocí oocyst, které jsou vylučovány výkaly. Oocysty vznikají během pohlavní fáze životního cyklu kokcidie, která se odehrává vždy ve střevě, a to jen u definitivního hostitele, konkrétního živočišného druhu.
Kokcidie z čeledi Sarcocystidae jsou vícehostitelské, dostane-li se oocysta do jiného živočišného druhu než definitivní hostitel, uvolní se infekční sporozoity, proniknou ze střeva do tkání a tam vytvoří klidová stadia - a čekají na definitivního hostitele. Přesný průběh životního cyklu i infekčnost těchto dalších stadií pro mezihostitele i pro definitivní hostitele je různá u různých rodů této čeledě.

## Taxonomie
U kokcidií je velice těžké odhadnout jejich příbuzenské vztahy, protože většinou jediné, podle čeho se lze orientovat, že životní cyklus (je-li znám) a morfolofie vysporulovaných oocyst. Moderní technologie nabízí analýzu DNA, v případě kokcidií je užitečná ribozomální DNA.
Díky tomu se ví, že aspoň některé rody z této čeledi jsou parafyletické a stávající systém v některých bodech neodpovídá skutečnosti. Rod Cystoisospora (podčeleď Cystoisosporinae) vznikl vydělením z rodu Isospora (čeleď Eimeriidae) na základě morfologie i zvláštnostem životního cyklu a molekulární analýzy skutečně naznačují bližší příbuzenské vztahy právě k ostatním rodům čeledi Sarcocystidae.

## Druhy patogenní pro člověka
- Cystoisosporinae
  - Cystoisospora belli
- Sarcocystinae
  - Sarcocystis hominis
  - Sarcocystis suishominis
- Toxoplasmatinae
  - Toxoplasma gondii - zoonóza